# هندو تشوب
هندو تشوب هي قرية في مقاطعة نائين، إيران. يقدر عدد سكانها بـ 65 نسمة بحسب إحصاء 2016.